# 血性精液
血性精液，或稱血精，是指精液中出現血液的症狀。
精液的正常颜色为淡灰白色或淡黄色。血精一般只是良性的，且一般發生於年輕人身上。但在極少數的、四十歲以上的男性病例中也會成為前列腺癌等癌症的前兆。 70%的病例中此症狀都沒有共同病因，實際上很多病例中血精的原因都不明確。